# Parasuta gouldii
Espèce
Synonymes
- Elaps gouldii Gray, 1841
- Suta gouldii (Gray, 1841)

Parasuta gouldii est une espèce de serpents de la famille des Elapidae.

## Répartition
Cette espèce est endémique d'Australie-Occidentale. Elle se rencontre dans le sud de l'État.

## Étymologie
Cette espèce est nommée en l'honneur de John Gould (1804–1881).

## Publication originale
- Gray, 1841 : Description of some new species and four new genera of reptiles from Western Australia, discovered by John Gould, Esq. Annals and Magazine of Natural History, ser. 1, vol. 7, p. 86-91 (texte intégral).